# École polytechnique de Wrocław

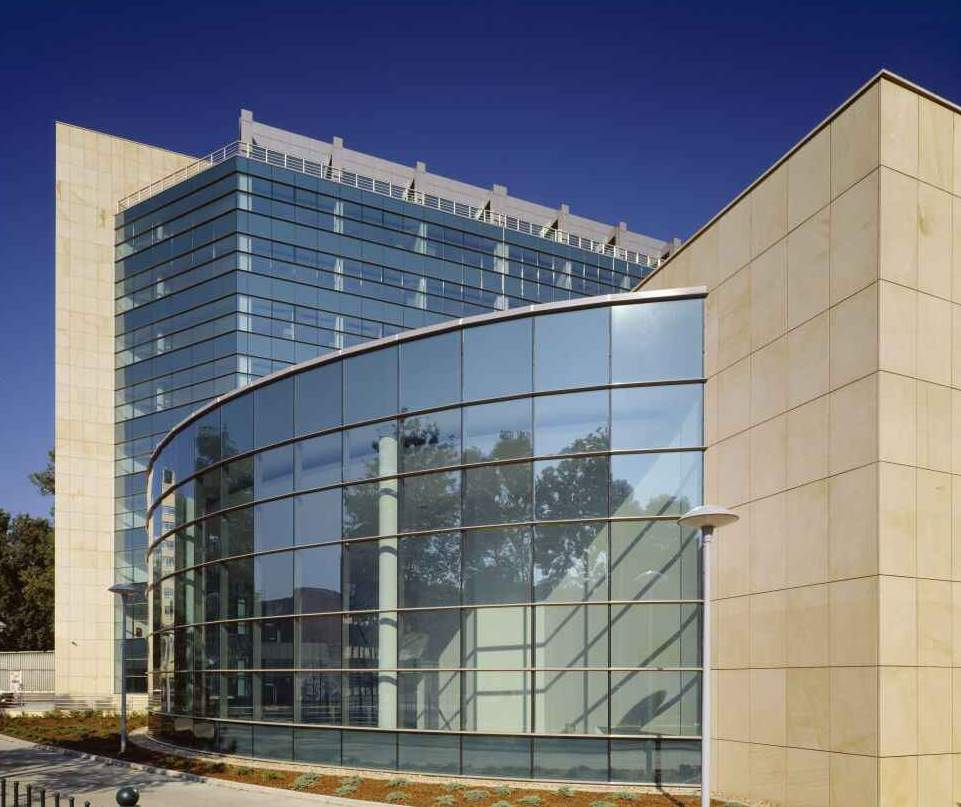
Le bâtiment D20

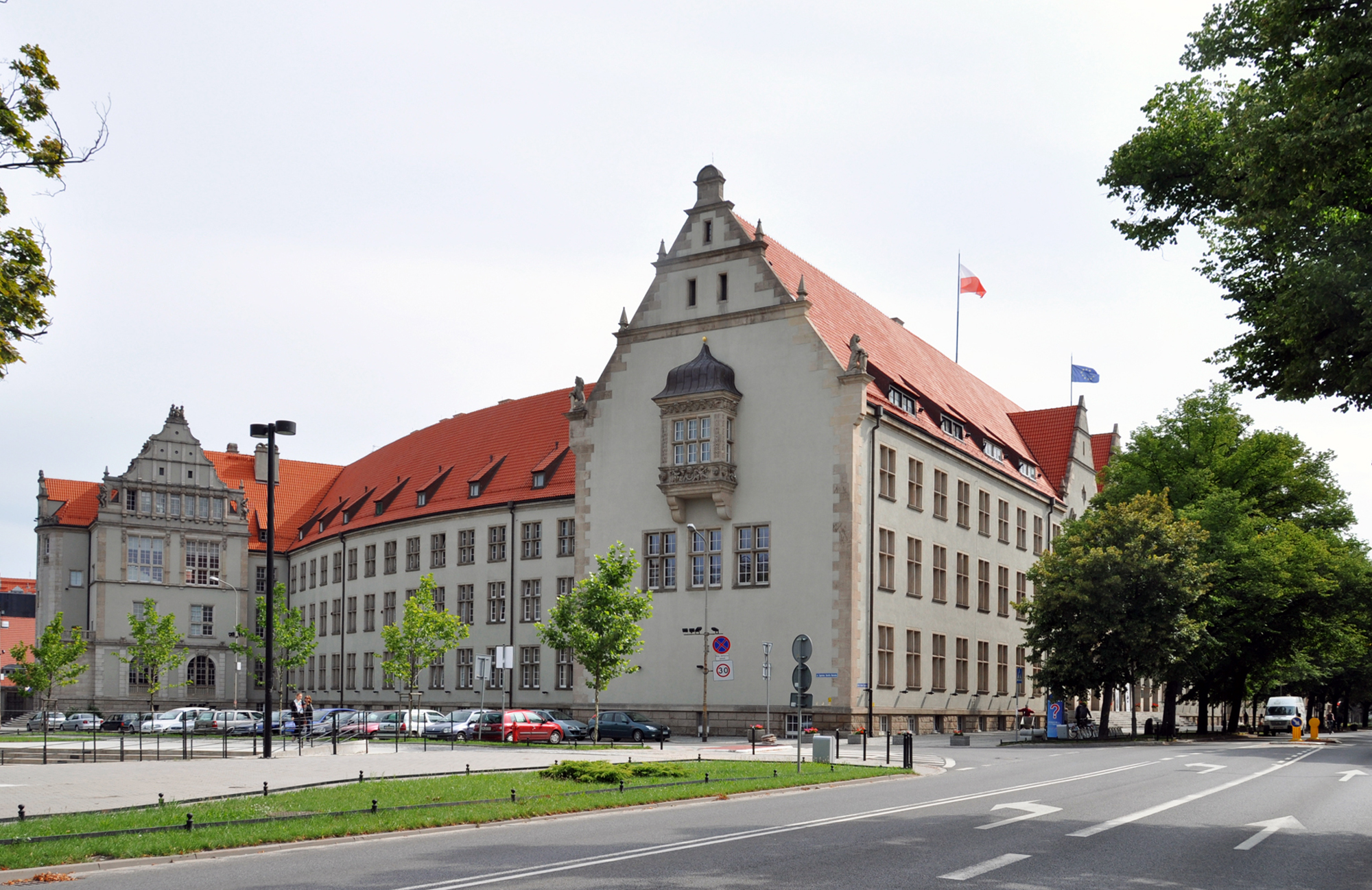
Le bâtiment A1

L'École polytechnique de Wrocław (Politechnika Wrocławska) est un établissement public d'enseignement supérieur technologique et de  recherche polonais. Elle a été fondée à l'époque prussienne sous le nom de Technische Hochschule Breslau en 1910 ; elle porte son nom actuel Politechnika Wrocławska depuis 1945.
Son siège est situé à Wrocław (voïvodie de Basse-Silésie), Plac Grunwaldzki à proximité de la rive du fleuve Oder et elle possède des antennes à Bielawa, Jelenia Góra, Legnica et Wałbrzych.
Elle comprend 32 000 étudiants pour 2 000 enseignants et 2 000 personnels administratifs.

## Facultés et départements
- (W1) Faculté d'architecture 
  - Architecture et urbanisme
  - Gestion

- (W2) Département de génie civil et d'hydraulique 
  - Construction

- (W3) Département de chimie 
  - Biotechnologie
  - Chimie
  - Génie chimique et procédés
  - Sciences des matériaux
  - Technologie chimique

- (W4) Département électronique 
  - Automatique et robotique
  - Électronique et télécommunications

- (W5) Faculté de génie électrique 
  - Automatique et robotique
  - Génie électrique

- (W6) Division des sciences de la terre 
  - Mines et géologie

- (W7) Département de génie de l'environnement 
  - Génie de l'environnement
  - Protection de l'environnement

- (W8) Département d'informatique et de gestion 
  - Génie logiciel
  - Informatique de gestion

- (W9) Faculté de mécanique-énergétique 
  - Mécanique et des engins de construction
  - Industrie de l'énergie

- (W10) Département de génie mécanique 
  - Automatique et robotique
  - Mécanique et des engins de construction
  - Transports
  - Gestion et ingénierie de la production
  - Mécatronique

- (W11) Sciences fondamentales 
  - Physique
  - Physique appliquée
  - Mathématiques
  - Science
  - Génie biomédical

- (W12) Département d'électronique, de micro-électronique et de microtechnologies 
  - Électronique des télécommunications

## Coopérations universitaires
Coopération transfrontalière
- Uniwersytet Nysa (Neisse University (Université de la Neisse)): coopération tri-nationale polono-germano-tchèque avec Hochschule Zittau/Görlitz et Technická univerzita v Liberci.

Filières francophones
- master en sciences de l'ingénieur, informatique, management et marketing, codélivré avec le Groupe des Écoles centrales[3]
- 1991-2004 : mastère spécialisé en génie des systèmes industriels préparé au Centre franco-polonais de génie des systèmes industriels auprès de l'Institut d'organisation et de management de l'École polytechnique de Wrocław (Polsko-Francuskie Centrum Inżynierii Systemów Przemysłowych - Instytut Organizacji i Zarządzania Politechniki Wrocławskiej (appelé naguère école française/Szkoła Francuska)[4] délivré avec l'École centrale de Lyon et l'École nationale supérieure des mines de Saint-Étienne,

Affiliation à des réseaux internationaux
- Top Industrial Managers for Europe: l'université est membre du réseau TIME (Top Industrial Managers for Europe) assurant des échanges d'étudiants et des doubles diplômes européens.